# Estanh de Rius
Estanh de Rius (occitanska: Lac de Rius) är en sjö i Spanien.   Den ligger i provinsen Província de Lleida och regionen Katalonien, i den nordöstra delen av landet, 400 km nordost om huvudstaden Madrid. Estanh de Rius ligger 2 330 meter över havet. Arean är 0,25 kvadratkilometer. Den ligger vid sjön Estanh Tòrt de Rius. Trakten runt Estanh de Rius består i huvudsak av gräsmarker. Den sträcker sig 0,6 kilometer i nord-sydlig riktning, och 1,0 kilometer i öst-västlig riktning.